# RTL 7 (Paesi Bassi)
RTL 7 è una rete televisiva olandese con sedi nei Paesi Bassi e in Lussemburgo.

## Storia
L'emittente fu fondata il 1º settembre 1995 con il nome Veronica. In data 2 aprile 2001 cambiò nome in Yorin. In data 12 agosto 2005 ha assunto l'attuale denominazione RTL 7. In passato esisteva una rete televisiva polacca con lo stesso nome. Questa rete televisiva olandese è disponibile anche via satellite attraverso la piattaforma CanalDigitaal.
In data 15 ottobre 2009 è stata lanciata la versione HDTV di questo canale.